# Platylepis rufa
Platylepis rufa là một loài thực vật có hoa trong họ Lan. Loài này được (Frapp.) Schltr. miêu tả khoa học đầu tiên năm 1915.